# War, Inc.
War, Inc. é um filme búlgaro-estadunidense de comédia, que deveria ter sido lançado nos Estados Unidos em setembro de 2007, mas foi adiado para 2008.

## Sinopse
É uma sátira política, que está marcada no futuro, numa guerra. Um país do deserto no Oriente Médio chamado Turaguistan é rasgado por uma revolta do governo, depois que uma corporação privada, de propriedade do ex-vice-presidente dos Estados Unidos, assumiu o estado.
John Cusack desempenha um assassino designado para matar o ministro de uma corporação chamada CEO, mas tudo mudará quando o assassino implacável se apaixonar por um repórter, que o julga severamente, interpretado por Marisa Tomei e conhece uma sexy cantora pop asiática interpretada por Hilary Duff.

## Elenco
| Ator/Atriz   | Personagem         |
| ------------ | ------------------ |
| John Cusack  | Brand Hauser       |
| Joan Cusack  | Marsha             |
| Marisa Tomei | Natalie Hegalhuzen |
| Hilary Duff  | Yonica Babyyeah    |
| Ben Kingsley |                    |
| Ben Cross    | Medusa             |

## Recepção
War, Inc. recebeu críticas geralmente críticas negativas. O agregador de críticas do Rotten Tomatoes deu ao filme uma classificação de 29% com base em 78 avaliações, com o consenso de que o filme "tenta seduzir o complexo industrial militar, mas na maioria das vezes não consegue o objetivo". Metacritic, que atribui uma pontuação média ponderada de 100 às críticas dos principais críticos, dá ao filme uma pontuação de 37 baseada em 21 avaliações. 
Roger Ebert deu ao filme duas estrelas de quatro, descrevendo o filme como uma "tentativa corajosa e ambiciosa, mas caótica, de sátira política". Ele elogiou Cusack por sua coragem e determinação para fazer um filme inflexível e pretende fazer uma declaração, mas Ebert reconhece que queria gostar do filme mais do que podia. Philip Marchand, da Toronto Star, critica a sátira do filme, não impressionada por Dan Aykroyd como uma figura semelhante à de Dick Cheney, que vemos transmitir uma farsa televisionada enquanto está sentado no banheiro. Ele julgou que o filme é mais sobre ressuscitar o papel de Cusack como um homem de sucesso para Grosse Pointe Blank. Ele continua descrevendo-o como um ritmo acelerado, cheio de disparos, mas finalmente "tão corrupto quanto a política que ele tenta seduzir". O crítico Reyhan Harmanci queixou-se de que o filme tentou com todo seu poder ser inteligente, mas tratou o espectador como um idiota. 
O filme ganhou uma indicação ao Prêmio Razzie para Ben Kingsley como Pior Ator Coadjuvante.
O filme estreou com mais de US $ 36.000 na bilheteria, considerando que foi lançado apenas em dois cinemas. Devido à alta demanda do filme, as salas de projeção foram aumentadas para 32. Ele arrecadou mais de $ 580 mil dólares nos Estados Unidos e mais de US $ 1.300.000 no mundo.